# Schilbe marmoratus
Schilbe marmoratus är en fiskart som beskrevs av Boulenger, 1911. Schilbe marmoratus ingår i släktet Schilbe och familjen Schilbeidae. IUCN kategoriserar arten globalt som livskraftig. Inga underarter finns listade i Catalogue of Life.